# Endiandra holttumii
Endiandra holttumii är en lagerväxtart som beskrevs av M. R. Henderson. Endiandra holttumii ingår i släktet Endiandra och familjen lagerväxter. Inga underarter finns listade i Catalogue of Life.